# 博茨弗尔代
博茨弗尔代，是匈牙利佐洛州所辖的一个村，总面积8.73平方公里，总人口1148，人口密度131.5人/平方公里（2010年1月1日）。